# Flávio Martinez
Flávio Martinez é empresário e político brasileiro.
Foi presidente e vice-presidente nacional do PTB e deputado federal pelo Paraná e é dono da rede de televisão CNT.